# Megachile sexmaculata
Megachile sexmaculata là một loài Hymenoptera trong họ Megachilidae. Loài này được Alfken mô tả khoa học năm 1942.